# 2011년 이란 반정부 시위
2011년 이란 반정부 시위는 2011년 2월 14일부터 이란에서 일어나고 있는 일련의 시위를 말한다. 이 시위는 2009년 이란 대통령 선거 항의 시위로 시작되었고, 아랍의 봄 시위에 영향을 받았다. 수십 명이 입원하고 수백 명이 체포됨과 함께, 결과적으로 적어도 3명의 죽음이 알려진 그 시위의 날짜를 반정부 시위의 시작일로 삼고 있다.

## 반정부 시위
2011년 1월 27일, 일련의 시위를 선언한 이란의 야당인 녹색 운동은 이란 정부에 반대하여, 2011년 2월 11일에 시위를 개최할 예정이었다.
2011년 2월 9일, 이란의 다수의 야당은 내무부에 이란 경찰의 관리를 받는 시위 허가를 요청하는 편지를 보냈으나, 요청은 관련 정부 관리에 의해 거절되었다. 운동가들과 야당의 구성원들은 이러한 차질과 강력한 탄압에도 불구하고, 미르호세인 무사비와 메디 카루비와 같은 야당 당수들과 시위를 요구하였다.

## 반응

### 국제 반응
단체
- 유엔

- 반기문 유엔 사무총장은 협의회에서 야당 당수인 미르호세인 무사비와 메디 카루비의 체포는 "이란 헌법과 인권의 국제 규정으로 잘 알려진 민법을 위반"한 것이라고 언급하였다.
- 국제 연합 인권이사회는 2011년 3월 24일 "이란에서 독립적인 조사 및 폐습 보고와 해결할 수 있는 방법을 권고"를 할 "이란 인권특별조사위원"의 임명에 대해 표결에 부쳤다.

## 같이 보기
- 세계 자유 지수
- 자유지수